# Мирошкинская волость
Мирошкинская во́лость — волость в составе Лодейнопольского уезда Олонецкой губернии.

## Общие сведения
Волостное правление располагалось в селении Мирошкиничи.
В состав волости входили сельские общества, включающие 31 деревню:
- Каномское общество
- Люговское 1 общество
- Люговское 2 общество
- Пиркинское общество
- Рахковское общество
- Речко Емельяновское общество
- Тененское общество
- Шаменское 1 общество
- Шаменское 2 общество

На 1890 год численность населения волости составляла 2716 человек.
На 1905 год численность населения волости составляла 3486 человек. В волости насчитывалось 581 лошадь, 967 коров и 1135 голов прочего скота.
В ходе реформы административно-территориального деления СССР в 1927 году волость была упразднена. 
В настоящее время территория Мирошкинской волости относится в основном к Лодейнопольскому району Ленинградской области.